# Col·legi de Sant Pius V
El Col·legi de Sant Pius V és un edifici de la ciutat de València, construït a finals del segle xvii i la primera meitat del xviii en un estil barroc, dissenyat per l'arquitecte Joan Pérez Castiel però acabat pel seu nebot Josep Mínguez. Promogut per l'arquebisbe Joan Tomàs de Rocabertí com a col·legi per a formar sacerdots actualment és seu del Museu de Belles Arts de València i de la Reial Acadèmia de Belles Arts de Sant Carles des de 1946.

## Història
El Col·legi el manà construir l'arquebisbe i virrei Joan Tomàs de Rocabertí destinat a la formació del clergat secular, emulant en certa manera a Joan de Ribera també arquebisbe i virrei i promotor del Col·legi del Patriarca. Els plànols s'encomanaren a Joan Pérez Castiel al voltant de l'any 1683, segons les afirmacions d'Orellana i de la documentació d'aleshores on apareix Casteil (ja el 1699) realitzant la valuació de la fàbrica de Sant Pius V.
La construcció de l'edifici es va allargar en el temps fins ben entrat el segle xviii, el 1683 començaven les obres però el 1699 mor el mecenes, Rocabertí, i es paralitzen les obres. Segons el mapa de la ciutat de Tosca de 1704 (però desenvolupat pels seus deixebles) s'observa que per eixes dates encara faltava per acabar una part del claustre i que l'església adjacent estava sense començar.
Les obres es reprenen el 1728, firmant-se noves capitulacions, ja que Joan Pérez Castiel ja havia mort, ara s'encarregarien de les obres el seu deixeble i nebot Josep Mínguez ajudat per Mossén Joan Pérez, fill de Pérez Castiel. En aquestes capitulacions s'especificava que Mínguez havia de seguir els planòls del seu oncle. La fàbrica del col·legi i el temple es donà per acabada el 1744 quan se li paga a Mínguez pels treballs realitzats. Dos anys més tard i sota la direcció de Josep Gómez s'ultimaven les obres d'acondicionament moble de l'església.
La llarga durada de les obres, més de mig segle, i altres circumstàncies (com per exemple la gestió inicial del col·legi pels Clergues Missionistes, després pels Clergues Regulars menors des de 1693, l'oposició del clergat davant la instal·lació d'una nova orde, els problemes econòmics derivats de la mort de l'arquebisbe i sobretot la Guerra de Successió) van fer que el resultat arquitectònic del conjunt resultara alterat, també per la pràctica de l'arquitectura de llavors afectaren aquest canvi, però sense llevar-li el seu caràcter barroc.
L'església, tant la construïda per Mínguez com la projectada per Castiel, va suposar una acostament primerenc a la planta centrelitzada octogonal dins l'arquitectura valenciana. Aquest poligonisme planimètric va tindre gran importància en la cultura arquitectònica valenciana, i resultà una alternativa enfront del barroc italià, més curvilini i ondulant. Exemples d'això, plantes octogonals al mode rectilini, són, la capella del Sant Sepulcre en l'església de la Sang de Castelló (1729-1769, destruïda en la Guerra Civil), la capella de l'Ecce Homo de Pego (1757-1776) o en el projecte d'església per a les Escoles Pies de València (de 1767 però no arribà a construir-se). Més interessant per la seua complexitat geomètrica és l'ermita de Sant Miquel de Nules, amb planta heptagonal i cúpula i atribuïda a Antoni Gilabert. La culminació d'aquest corrent arribaria durant la segona meitat del segle, amb la construcció de l'església de les Escoles Pies, començada per Josep Puchol el 1767 i acabada per Gilabert en 1773.
El Col·legi de Sant Pius V ha tingut nombrosos usos després de l'exclaustració, ja en 1819 es va arrendar per a instal·lar-hi una acadèmia de cadets, poc després va canviar d'ús en ser ocupat per l'asil de Beneficència. Després de la desamortització de 1835 es barallaren diferents finalitats per a l'edifici, com a Cases de Correcció, però també es va utilitzar com a magatzem de provisions per a l'exèrcit, fins a 1843 quan es va instal·lar l'Hospital Militar. Anys més tard, en 1925 es va demolir part de l'església pel seu mal estat i només es conservaren tres dels huit costat que tenia. Després de la Guerra Civil i a causa de l'estat precari de les dependències del convent del Carme es va decidir ubicar ací el Museu de Belles Arts, fetes algunes adequacions per al nou ús, es va inaugurar el museu en 1946, mantenint-se fins a l'actualitat.

## Arquitectura

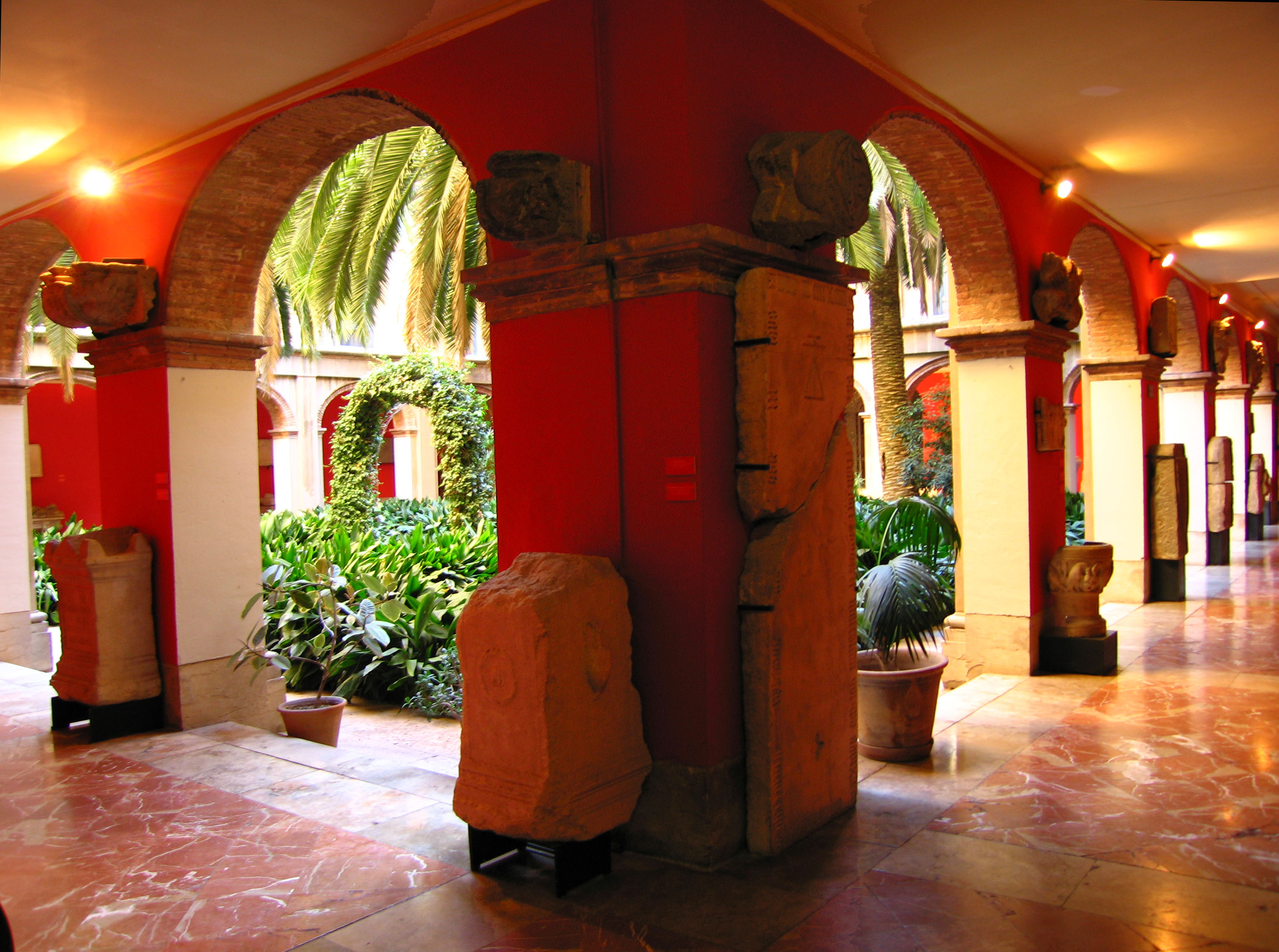
Claustre, actualment amb escultures i restes arqueològiques

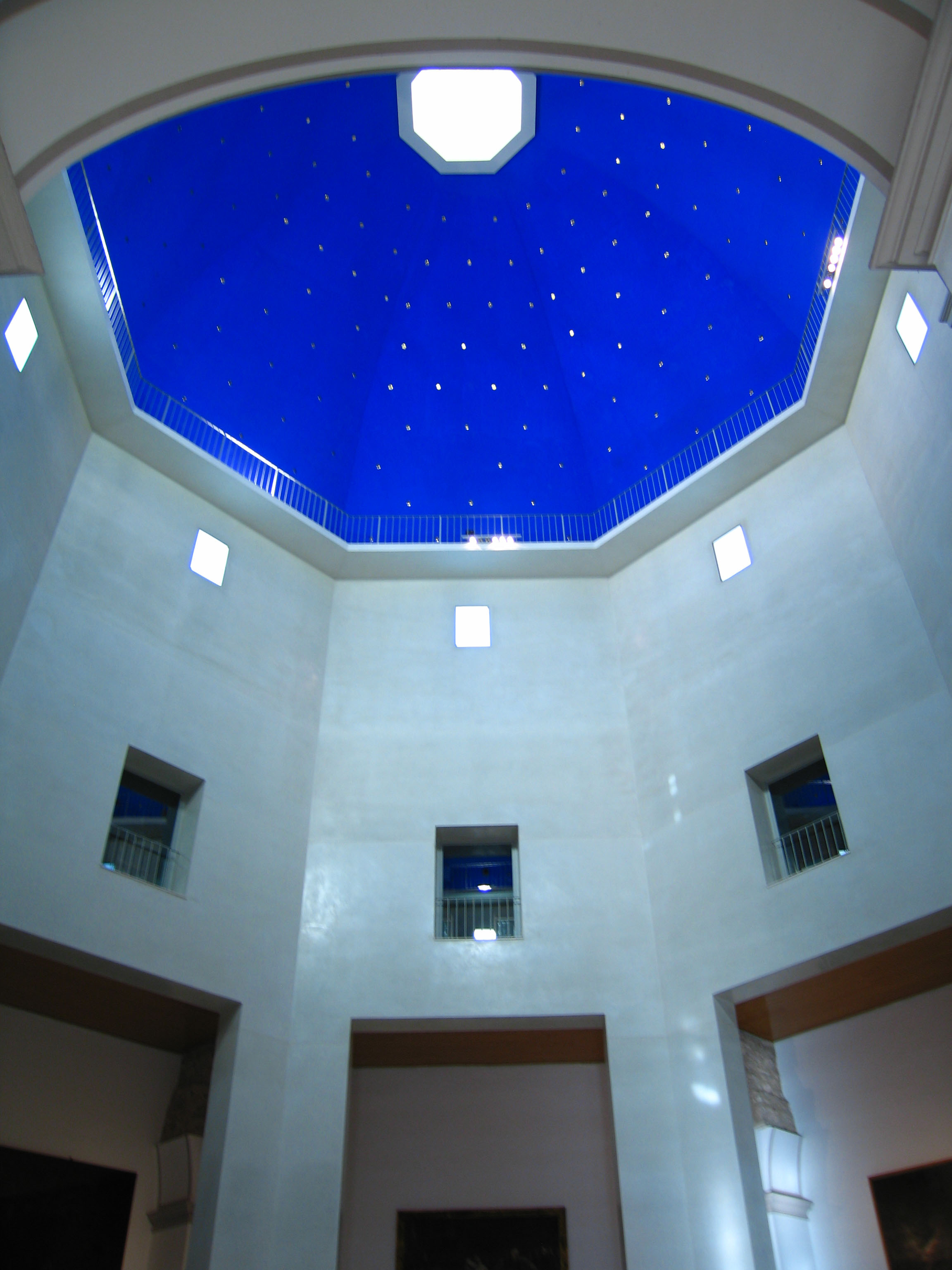
Vista de l'interior de l'església, actualment vestíbul del museu

El col·legi de Sant Pius V destaca en el paisatge urbà pel seu aspecte d'alcàsser, amb les seues destacades torres dels cantons emmarcant el llenç del mur, aspecte que era freqüent en altres construccions monacals o públiques d'èpoques anteriors. En la composició de la façana es nota la mà de Pérez castiel, amb el seu classicisme d'ornamentació geomètrica i l'ús del clarobscur per l'ús de puntes de diamant a manera d'encoixinat en els cantons de les torres, mènsules, trígligs, i coronant-les amb grans gerros i boles.
El claustre del col·legi és quadrat amb tres pisos i articulat per cinc arcades senzilles a cada costat, amb pilastres i faixes a manera d'un apilastrat simplificat toscà, d'un aspecte sobri i senzill, molt alterat actualment després dels diferents usos a què s'ha sotmés. Aquest claustre empra un llenguatge clàssic de formes reductives i geometritzants, d'una gran perícia tècnica i una composició exacta, amb arcs rebaixats de semielipsis treballats en rajoles aplantillades i que redueix a la màxima funcionalitat els ordres, en aquest cas el toscà. El que defineix la composició del pati és l'art de la maçoneria i no l'ornament clàssic, en un moment en què en els interior de les esglésies predominava el decorativisme barroc. Sembla que no foren raons econòmiques les que van determinar les característiques formals del claustre, senzillesa i geometria, sinó que segueix una manera de construir realitzada en altres patis de l'època. Serien patis com el del palau de Berbedel, amb una composició semblant (arcs el·líptics i faixes a manera de pilastres) o el claustre del monestir de Santa Maria del Puig, de 1667 i on està documentat Perez Castiel, el qual tradueix amb rajoles i geometria el codi de l'arquitectura clàssica.

### L'església
L'església dissenyada per Castiel se situava adjacent al col·legi i es coneix com era el projecte per les capitulacions signades pel seu nebot en 1728 per a la seua construcció, suposava un gir cap al gòtic modern, comparable amb la torre de l'església de Santa Caterina. Té una planta octogonal regular inscrita en una circumferència de catorze metres i envoltada d'un deambulatori amb tribunes superiors. Amb aquest edifici Pérez Castiel desenvolupava les possibilitats que oferia aquesta tipologia centralitzada, de vocació salomonista, plasmant una interpretació moderna de les tècniques constructives i composicions obliqües, influïdes per la cultura matemàtica de llavors. Mostra d'aquest ambient (en el qual es considerava el gòtic com a ordre, derivat de l'obra Arquitectura civil recta y oblicua del benedictí Juan Caramuel i Lobkowitz) era l'aparició en el projecte de la utilització dels arcbotants en forma d'estreps transformats al voltant de la cúpula i coronats amb pinacles. L'ús dels pinacles coronant els estreps calats ja havia tingut importància en la composició de la basílica dels Desemparats, acabada en 1667, i s'estendria als remats de campanars d'esglésies com la de Santa Caterina o Sant Andreu.
Seguint les capitulacions signades en 1728 se sap que Castiel articulava l'espai octogonal amb pilastres en angle, disposant complexos pilars trapezoidals amb abundants entrents i sortints que voltaven amb una lògica constructiva i obliqua arcs radials en esbiaix i voltes d'aljub paredades amb llunetes adaptades a la irregularitat trapezoïdal dels trams del deambulatori, formant així una espècie de volta anular però traduïda una vegada més a formes poligonals i obliqües. Altres aspectes que incloía el projecte de castiel era el pòrtic tripartit amb nàrtex sotacor, la cúpula era sense tambor, de rajoles i reforçada amb ferro, i el presbiteri es cobria amb una volta de mitja taronja.
En fer-se càrrec de l'obra Josep Mínguez (1683-1757), ajudat per Mossén Joan Pérez (mort el 1734), en 1728, respectà l'octògon amb deambulatori però va modernitzar depurant el projecte d'acord amb el corrent classicista auspiciat pel matemàtic oratorià Tomàs Vicent Tosca en el seu tractat d'arquitectura de 1712. Aquest recomanava, que sense renunciar a l'experimentació tècnica i geomètrica dels anomenats moderns es prestara major atenció a l'estilo que en los cinco órdenes de Arquitectura observaron lo Antiguos con general acepatción de las edades. Així doncs, en el temple fet per Mínguez van desaparèixer els estreps calats amb pinacles, la cúpula de doble casc es va canviar per una altra amb un sol fet de morter i rajola, respectava la seua gran llum de 14 metres i el pòrtic tripartit amb nàrtex i la cúpula del presbiteri, també s'eliminaren els ornaments de talla de l'interior. Amb aquestes reformes l'estructura octogonal i la cúpula varen augmentar la seua notorietat volumètrica i el seu caràcter de rotonda. La cúpula es va realçar amb un tambor de dos cossos amb una teuladeta interposada de teules, igual que en la Capella de la Comunió de Sant Joan del Mercat o la basílica dels Desemparats.
L'interior de l'església s'articula amb pilatres d'ordre compost bastant particulat que trenca l'escala clàssica. En els trams trapezoidals del deambulatori i les tribunes superiors va establir un corredor continu de formes angulars geomètriques flexibles, aprofitant les formes dels paral·lelograms oblics de les galeries, on les voltes, pilastres i arcs es distorsionen per la lògica obliqua adquirint així una expressivitat estructural major (sense la profusió decorativa del primer projecte). La decoració doncs, es va limitar a un ús estructural.
La façana del temple se situa adossada directament sobre un costat de l'octògon que forma l'església, està estructurada en dos pisos, amb un remat corb. També participa de l'estil goemetritztant que domina el conjunt, amb una gran abstracció compositiva, projectada poligonalment cap a l'exterior i concebuda al mode oblic rectilini que hi predomina a l'interior. És possible que amb aquesta portada, Mínguez intentara reivindicar el concepte compositiu del projecte de nova façana per a la catedral, en el qual havia participat el seu oncle i metres, Pérez Castiel, i que l'havia perdut enfront de Konrad Rudolf, amb un projecte més curvilini. Els atapeïts ritmes lineals de les pilastres dòriques del primer cos, adherides a la superfície trencada de la façana, participen del mateix interés conceptual, general en tot l'edifici, propi de l'oblic rectilini. D'aquesta corrent i cultura arquitectònica en són reflex altres obres com les façanes del creuer de la Col·legiata de Xàtiva, en construcció aleshores, o fins i tot en altres àmbits geogràfics com en els territoris americans espanyols.